# Borstbeeld van Jagernath Lachmon
Er staat een borstbeeld van Jagernath Lachmon op het Brasaplein in Nieuw-Nickerie, Suriname.
Het beeld van de Surinaamse staatsman Jagernath Lachmon (1916-2001) werd op 25 november 2012 op het Brasaplein onthuld door president Desi Bouterse en VHP-leider Chan Santokhi. Lachmon werd tijdens de ceremonie geroemd voor het streven naar het compromis. Chan Santokhi zei in zijn toespraak: "Wij vogels van verschillende pluimage laten aan onze natie zien dat wij zij aan zij kunnen staan." Initiatiefnemer Edmund Kasimbeg huldigde het volgende citaat van Lachmon:

Er is in Suriname geen andere politiek denkbaar dan de verbroederingspolitiek. Er is één ding dat ons bindt, dat is de grond waar onze wieg gestaan heeft
— Jagernath Lachmon

Het beeld staat in het midden van de fontein op het plein. De keuze voor 25 november voor de ceremonie, de dag van de Surinaamse onafhankelijkheid (1975), werd bewust gemaakt als eerbetoon aan Lachmons rol bij de totstandkoming ervan. Volgens Santokhi is de VHP daar altijd voorstander van geweest, maar had daar een langere overgangstermijn voor gewild.
Het beeld kostte 40.000 SRD (circa 10.000 euro) en is een geschenk van het bedrijf CHM. Het werd al in 2006 gemaakt en stond in de tussentijd in de showroom van CHM totdat een definitieve standplaats werd gevonden. De aanvraag hiervoor werd nog hetzelfde jaar bij het commissariaat van Bhagwatpersad Shankar neergelegd.
Het beeld werd gemaakt door Erwin de Vries. De Vries maakte ook het standbeeld van Jagernath Lachmon dat sinds 2002 op het Onafhankelijkheidsplein in Paramaribo staat. Verder is er nog een standbeeld van Jagernath Lachmon onthuld bij het VHP-partijcentrum De Olifant In Paramaribo.
In Nickerie werd de betrokkenheid van Bouterse bij de ceremonie als een hypocriete vertoning gezien, omdat hij de democratische principes van Lachmon juist vertrapte. Herinnerd werd aan Bouterses rol tijdens het militaire regime in Suriname in de jaren 1980, met de moorden op Nickerianen als Baal en Soegrim Oemrawsingh en naar verluidt Bouterses eigenhandige marteling en moord op Soerinder Rambocus. Toen het voorstel werd ingediend, speelde districtscommissaris Wedprekash Joeloemsingh (NDP) dat door naar partijgenoten in Paramaribo, waarna de ceremonie een politieke NDP-show zou zijn geworden. De VHP zorgde zelf dat er ook een prominente rol voor Santokhi kwam.